# Gosia Baczyńska
Gosia Baczyńska (ur. 13 sierpnia 1965 w Kępnie) – polska projektantka mody.

## Życiorys
Urodziła się 13 sierpnia 1965 w Kępnie, jest córką Józefa Baczyńskiego i jego żony Bronisławy z domu Strzelczyk. Jej ojciec był elektrykiem, a matka księgową. Ma młodszą siostrę Beatę.
W 1996 obroniła dyplom na Wydziale Projektowania Ceramiki i Szkła Akademii Sztuk Pięknych we Wrocławiu.
14 sierpnia 2009 otworzyła pierwszy salon mody na Pradze-Północ w Warszawie.
W 2013 została zaproszona do wzięcia udziału w oficjalnym kalendarzu pokazów Prêt-à-porter Paris Fashion Week.
W 2017 roku zaprojektowała sukienkę dla Katarzyny, księżnej Walii, w której to księżna pojawiła się na bankiecie w Łazienkach Królewskich z okazji urodzin królowej Elżbiety II, podczas swojej wizyty wraz z mężem i dziećmi w Polsce.
W 2019 nawiązała współpracę z producentem płytki ceramicznej Ceramika Paradyż. W wyniku współpracy zaprezentowano inspirowaną estetyką renesansową kolekcję: „Per aspera ad astra”, a w czerwcu 2021 – set: „Paradyż My Way by Gosia Baczyńska”.

## Filmografia
- 1989: Chce mi się wyć – współpraca kostiumograficzna
- 1992: Frankenstein – The Real Story, reż. David Wickes – współpraca kostiumograficzna
- 1997: Lata i dni – współpraca kostiumograficzna
- 2006: opera „Iwona Księżniczka Burgunda”, reż. Marek Weiss-Grzesiński – współpraca kostiumograficzna
- 2010: opera „La Traviata” Mariusza Trelińskiego – współpraca kostiumograficzna
- 2013: balet „Sen nocy letniej” Izadory Weiss – współpraca kostiumograficzna

## Nagrody
- 2004, 2005, 2014: Nagroda "Projektant roku" polskiej edycji magazynu "Elle"
- 2005: Nagroda "Projektant roku" magazynu "Exklusiv"
- 2005–2007: jedna z 50 najbardziej wpływowych kobiet w Polsce w plebiscycie magazynu Home & Market
- 2006: Złota Ikona A4
- 2008, 2011: Nagroda "Doskonałość mody 2008" magazynu "Twój Styl"
- 2008: Nagroda „Oskar Fashion” polskiej edycji magazynu „Fashion Magazine”
- 2011: „Luksusowa Marka Roku” w kategorii Moda
- 2013: Kobieta Dekady „Glamour”[7]
- 2015: „Złote Logo Polska 2015” w kategorii Kultura
- 2018: „Wyróżnienie Specjalne” nagroda od Lady Business Club za całokształt dotychczasowych osiągnięć
- 2019: „Wybitna Osobowość” nagroda od magazynu „Businesswoman & Life”